# Colégio Pedro II

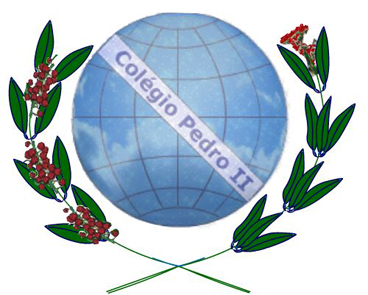
Logo des du Colégio Pedro II

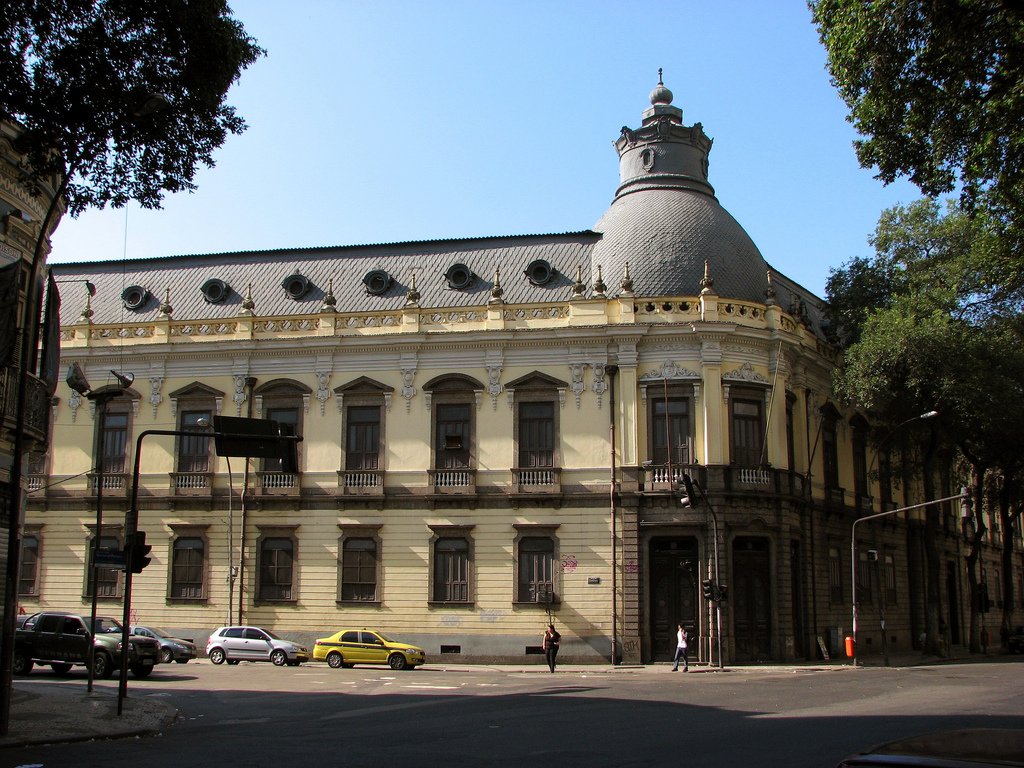
Colégio Pedro II

Das Colégio Pedro II ist eine traditionsreiche Institution des öffentlichen Bildungswesens des Bundes in Rio de Janeiro in Brasilien. Sie gehört zum Rede Federal de Educação Profissional, Científica e Tecnológica, einem Verbund staatlicher Hochschulen Brasiliens mit Wissenschaftlichem und Technischen Schwerpunkt.

## Geschichte

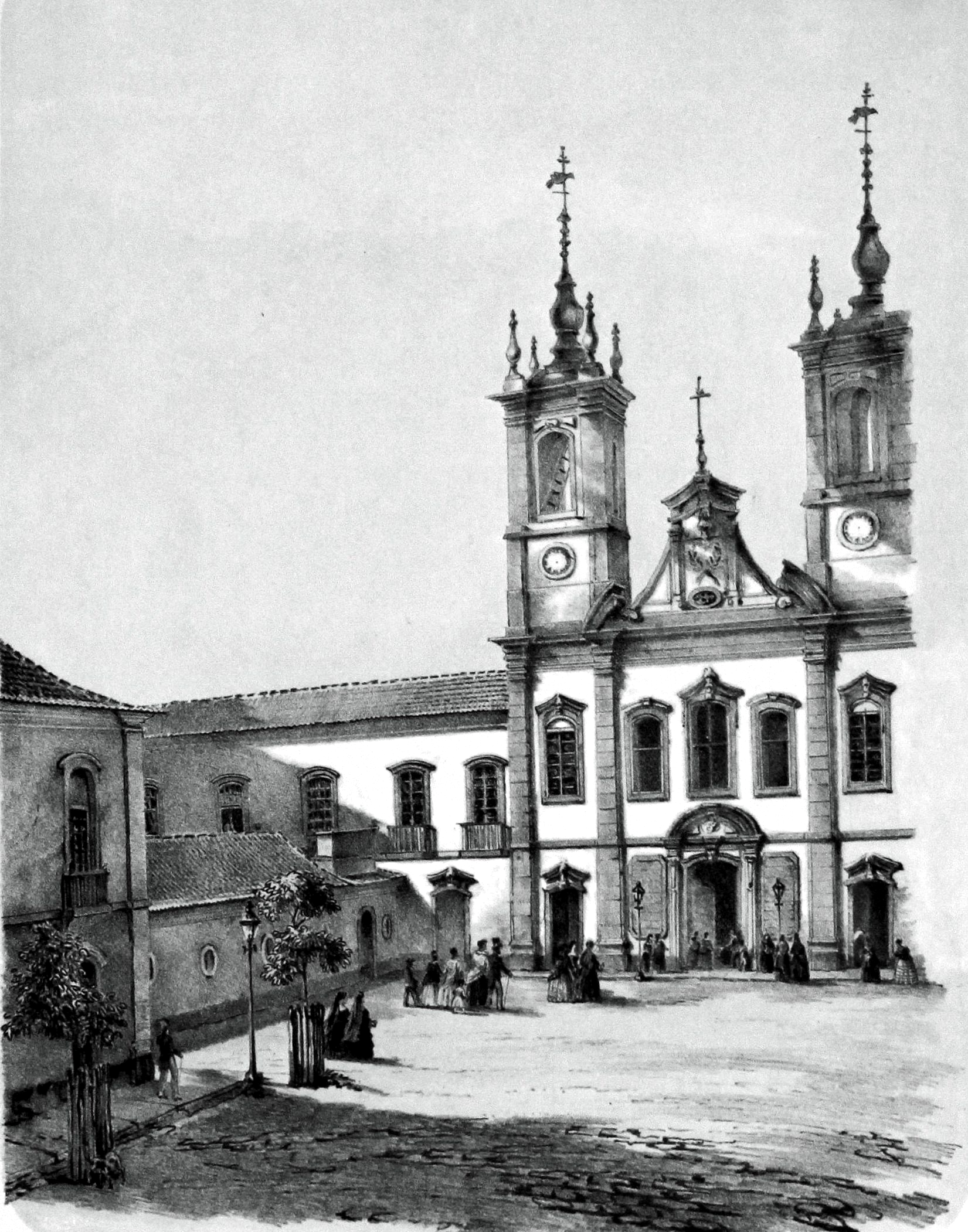
Das Colégio Pedro II, 1856

Die Schule wurde am 2. Dezember 1837 gegründet und nach dem Kaiser von Brasilien Dom Pedro II. benannt. Sie ist die drittälteste höhere Schule des Landes nach dem 1825 gegründeten Liceu Provincial de Pernambuco, heute das Ginásio Pernambucano, und dem 1835 gegründeten Atheneu Norte-Riograndense. Sie zählt zu den renommiertesten Schulen des Landes und gilt als Vorzeigeeinrichtung.
Nach ihrer Gründung im Jahre 1837 war das Colégio Pedro II die höchste Schule des Landes und die einzige Institution für höhere Bildung in Brasilien. Zu dieser Zeit gab es in Brasilien noch keine Universitäten. Die erste Universität Brasiliens, die Universidade do Paraná, wurde erst im Dezember 1912 gegründet.
Das Colégio Pedro II. sollte als Modellschule für ganz Brasilien dienen. Der an ihr ausgearbeitete Lehrplan galt de facto als offizieller Lehrplan für alle Schulen, die Diplome ausstellen konnten. Nur Schulen, die dieses Programm einhielten, hatten die Berechtigung Oberschuldiplome auszustellen. Diese Diplome stellten die höchsten Bildungsabschlüsse im Land dar. Von 1837 bis zur Mitte des 20. Jahrhunderts lehrte einen lange Reihe der aufstrebenden brasilianischen Intellektuellen und Gelehrten am Colegio Pedro II. Für ihre Zulassung war regelmäßig eine öffentliche Prüfung erforderlich. Den Lehrern der Schule wurde der Professorentitel verliehen.
Die Schule hatte als Hauptziel die Ausbildung von Politikern. An ihr wurde der Nachwuchs der Oberschicht des kulturellen und politischen Zentrums Brasiliens unterrichtet. Zahlreiche bekannte brasilianische Persönlichkeiten aus Politik und Kultur haben an dieser Schule studiert oder lehrten an ihr.
Als einer der ersten Schulen wurde an ihr die Relativitätstheorie Albert Einsteins gelehrt, noch bevor diese allgemein anerkannt war.

## Hymne

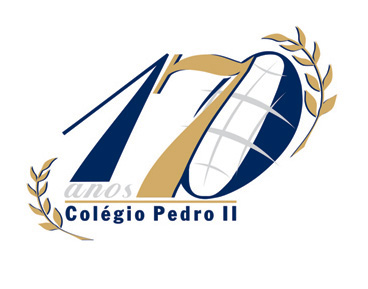
Logo des Colégio Pedro II, anlässlich des 170-jährigen Bestehens, 2007

Die Hymne der Studenten des Colégio Pedro II (Hino dos Alunos do Colégio Pedro II) wurde anlässlich des hundertjährigen Bestehens des Colégio Pedro II komponiert. Sie wurde erstmals von Maria Eliza de Freitas Lima mit Musik von Maestro Francisco Braga und Text des bacharel do Externato Hamilton Elia aufgeführt.
Nós levamos nas mãos
O futuro de uma grande e brilhante nação
Nosso passo constante e seguro
Rasga estradas de luz na amplidão
Nós sentimos no peito
O desejo de crescer, de lutar, de subir
Nós trazemos no olhar o lampejo
De um risonho fulgente porvir
Vivemos para o estudo,
Soldados da ciência
O livro é nosso escudo
E arma a inteligência.
Por isso, sem temer
Foi sempre o nosso lema
Buscarmos no saber
A perfeição suprema.
Estudaram aqui brasileiros
De um enorme e subido valor
Seu exemplo segui, companheiros
Não deixemos o antigo esplendor
Alentemos ardente
A esperança de buscar, de alcançar, de manter
No Brasil a maior confiança
Que só pode a ciência trazer.
Vivemos para o estudo,
Soldados da ciência
O livro é nosso escudo
E arma a inteligência.
Por isso, sem temer
Foi sempre o nosso lema
Buscarmos no saber
A perfeição suprema.

## Bekannte Lehrer

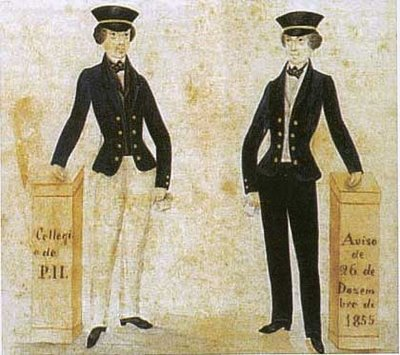
Schuluniform (1855)

- Capistrano de Abreu (1853–1927), brasilianischer Historiker
- Philadelpho Azevedo (1894–1951), brasilianischer Jurist
- Manuel Bandeira (1886–1968), brasilianischer Schriftsteller und Dichter[4]
- Fausto Barreto (1852–1908), brasilianischer Romanist, Lusitanist, Brasilianist und Politiker
- Afrânio Coutinho (1911–2000), brasilianischer Literaturkritiker und Autor
- Euclides da Cunha (1866–1909), brasilianischer Autor, Publizist und Militäringenieur[4]
- Antônio Gonçalves Dias (1823–1864), brasilianischer Dichter
- Aurélio Buarque de Holanda Ferreira (1910–1989), brasilianischer Romanist und Lexikograf
- Carlos Henrique da Rocha Lima (1915–1991), brasilianischer Romanist, Lusitanist und Grammatiker
- Joaquim Manuel de Macedo (1820–1882), brasilianischer Schriftsteller, Arzt, Lehrer, Dichter, Dramatiker und Journalist
- Henrique Maximiano Coelho Neto (1864–1934), brasilianischer Schriftsteller[4]
- José Oiticica (1882–1957), brasilianischer Dichter, Anarchist, Romanist und Lusitanist
- Carl Robert von der Planitz (1806–1847), deutsch-brasilianischer Lehrer, Zeichner, Genealoge und Heraldiker
- João Ribeiro, (João Batista Ribeiro de Andrade Fernandes; 1860–1934), brasilianischer Schriftsteller und Maler[4]
- Sílvio Romero (1851–1914), brasilianischer Literaturkritiker, Essayist, Dichter, Philosoph und Politiker
- Wilhelm Theodor von Schiefler (1828–1884), deutsch-brasilianischer Schriftsteller und Sprachwissenschaftler
- José Veríssimo (1857–1916), brasilianischer Schriftsteller, Journalist und Literaturkritiker
- Heitor Villa-Lobos (1887–1959), brasilianischer Komponist und Dirigent[4]

## Bekannte Schüler
- Philadelpho Azevedo (1894–1951), brasilianischer Jurist
- Afonso Henriques de Lima Barreto (1881–1922), brasilianischer Journalist und Schriftsteller
- Joaquim José da França Júnior (1838–1890), brasilianischer Rechtsanwalt, Dramaturg, Journalist und Maler
- João Moojen (1904–1985), brasilianischer Zoologe